# Huynh đoàn Linh mục Thánh Phêrô
Huynh Đoàn Linh Mục Thánh Phêrô (Latinh: Fraternitas Sacerdotalis Sancti Petri; FSSP) là một Tu Đoàn Tông Đồ (Giáo Luật Công Giáo 731 – 746) thuộc quyền Tòa Thánh. FSSP được Đức Giáo Hoàng Gioan Phaolô II châu phê Hiến Pháp vào ngày 18 tháng 10 năm 1988.

## Thành lập

Đức Giáo Hoàng Phanxicô tiếp kiến Bề trên Tổng quyền FSSP cùng Giám đốc Đại Chủng viện Thánh Phêrô, và Bề trên Giám tỉnh Pháp. [https://www.fssp.org/en/audience-with-pope-francis/

FSSP được thành lập vào ngày 18 tháng 7 năm 1988 tại Đan viện Hauterive bởi mười hai Linh mục và một nhóm gồm hai mươi Chủng sinh. Những vị Linh mục và Chủng sinh này đã từng là thành viên thuộc Huynh đoàn Thánh Piô X. Theo yêu cầu của Đức Hồng Y Joseph Ratzinger, ngay sau khi thành lập FSSP, Đức Giám Mục Josef Stimpfle – Giám mục Giáo phận Augsburg, đã cấp cho FSSP một nhà ở Wigratzbad và nhà thờ Đức Bà Maria ở Bavaria. Tại đây, Đại Chủng Viện của FSSP được thành lập và là Nhà Mẹ của Huynh Đoàn. Mặt khác, Nhà Tổng Quyền được đặt tại Fribourg, Thụy Sĩ.
Năm 2013, kỷ niệm 25 năm thành lập, Huynh Đoàn Linh Mục Thánh Phêrô đã được Đức Giáo Hoàng Phanxicô gửi thư chúc mừng, ban phép lành Tòa Thánh kèm theo Ơn Toàn Xá cho toàn thể thành viên.

## Đào tạo Linh mục và nuôi dưỡng ơn gọi

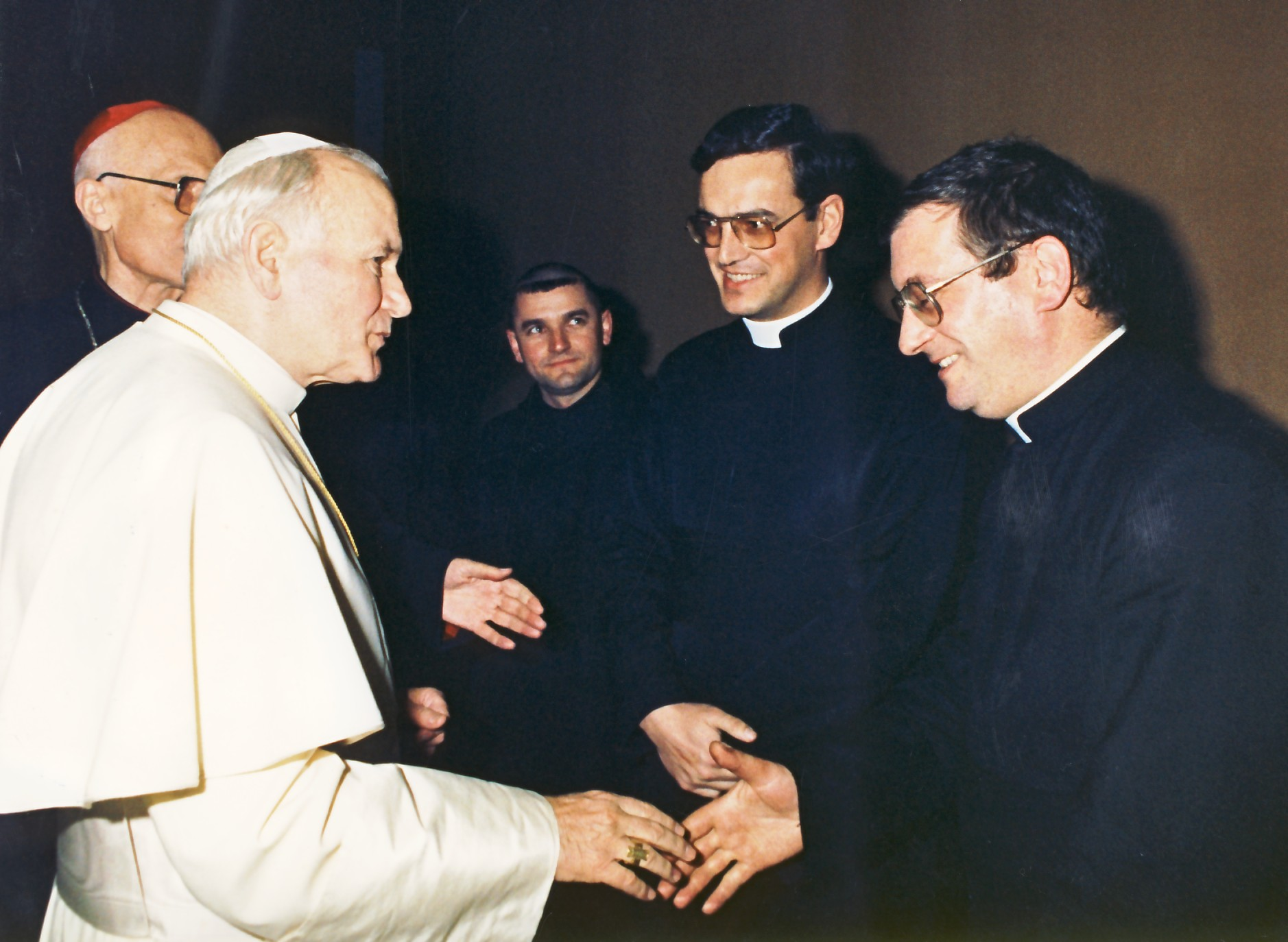
Đức Giáo Hoàng Gioan Phaolô II và Đấng Sáng Lập FSSP [https://claves.org/les-origines-de-la-fraternite-saint-pierre/

FSSP hiện đang có hai Đại Chủng Viện quốc tế: đầu tiên ở Wigratzbad - Đại Chủng Viện Thánh Phêrô tại Đức và Đại Chủng Viện thứ hai - Đại Chủng Viện Đức Bà Guadalupe ở Denton, Nebraska, Hoa Kỳ.
Sau khi hoàn thành chương trình Đại Chủng Viện, các thành viên của FSSP sẽ tiếp tục hình thành đời sống Linh mục qua việc học tập, nghiên cứu cá nhân, và các buổi thường huấn, tĩnh tâm. Các thành viên của FSSP được sai đi để phục vụ các tín hữu trên toàn thế giới trong các cộng đoàn hay giáo xứ, được các Giám mục địa phương giao phó và phù hợp với đặc sủng của FSSP.

## Cơ cấu tổ chức

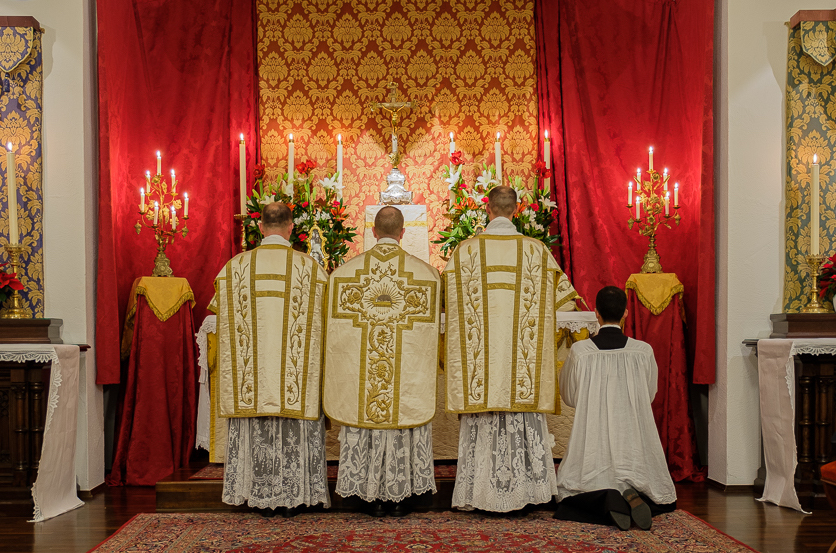
Thánh Lễ Truyền Thống do các Linh mục FSSP cử hành

### Bề trên Tổng quyền
- Linh mục Josef Bisig, F.S.S.P (1988-2000)[22][23]
- Linh mục Arnaud Devillers, F.S.S.P (2000-2006)[24][25]
- Linh mục John Berg, F.S.S.P (2006-2018)[26][27]
- Linh mục Andrzej Komorowski, F.S.S.P (2018-2024)[28][29][30]
- Linh mục John Berg, F.S.S.P (2024-hiện tại)[31][32]

### Bề trên Giám tỉnh
- Tỉnh dòng Bắc Mỹ:[33] Linh mục William Lawrence, F.S.S.P
- Tỉnh dòng Pháp:[34] Linh mục Benoît de Giacomoni, F.S.S.P
- Tỉnh dòng Đức:[35] Linh mục Stefan Dreher, F.S.S.P
- Tỉnh dòng Châu Đại Dương:[36] Linh mục Michael McCaffrey, F.S.S.P
- Hội Huynh Đệ Thánh Phêrô:[37][38][39] Tổng Tuyên úy: Linh mục Stefan Reiner, F.S.S.P

### Giám đốc Đại Chủng Viện
- Đại Chủng Viện Thánh Phêrô: Linh mục Vincent Ribeton, F.S.S.P
- Đại Chủng Viện Đức Bà Guadalupe: Linh mục Josef Bisig, F.S.S.P

### Thành viên
Hiện tại, FSSP có 583 thành viên gồm 386 Linh mục, 15 Phó tế, và 182 Chủng sinh. Ngoài ra, Hội Huynh Đệ Thánh Phêrô gồm hơn 10500 thành viên.

## Tại Việt Nam
Kể từ tháng 9 năm 2019, Huynh Đoàn Linh Mục Thánh Phêrô đã bắt đầu sứ vụ tại Việt Nam. Trọng trách được giao phó cho Linh mục Laurent Demets, F.S.S.P, hiện thi hành sứ vụ với phần lớn thời gian tại Tổng Giáo phận Thành phố Hồ Chí Minh, với một cộng đoàn.